# Lycée d’Hibiya
Le lycée d’Hibiyaest un lycée public situé au Japon, dans l’arrondissement de Chiyoda.

## Historique
Il a été fondé en 1878.
Il est considéré comme le meilleur lycée public du Japon, envoyant une part importante de son effectif dans la très prestigieuse université de Tokyo. 